# Hét fűszer
A hét fűszer vagy szabe baharat (arab سبع بهارات) egy, az arab világban közismert és elterjedt fűszerkeverék, melynek több helyi változata is ismert, de főbb összetevői a jávai (cubebe) bors, feketebors, szerecsendió, kardamom, fahéj, gyömbér és szegfűszeg.
A távolkeleten szinte minden országnak saját hét fűszer keveréke van, így létezik thai, kínai, japán, koreai és vietnami hét fűszer keverék is.

## Felhasználása
Főleg húsok fűszerezésére használják, de ragukat, piláfokat és leveseket is ízesítenek vele.

## Változatok

### Aleppói hét fűszer
Klasszikusan az aleppói változat a legismertebb és leghíresebb. Összetevői: egyharmad csésze feketebors, 4-4 teáskanál fahéj és gyömbér, két teáskanál kurkuma, egy teáskanál kardamom, fél teáskanál szegfűszeg és egy késhegynyi szerecsendió. Ebben a változatban minden összetevőt külön-külön őrlik meg, majd egy szitába összeöntve addig szitálják, míg homogén keveréket nem kapnak.

### Szír hét fűszer
Szíriában – az aleppói mellett – létezik egy másik, országosan elterjedt változat is. Ennek összetevői: egy-egy evőkanál őrölt fahéj, feketebors, kardamom, koriander és édeskömény, valamint fél-fél evőkanál szerecsendió és szegfűszeg. Az összetevőket alaposan összekeverik.

### Levantei (libanoni) hét fűszer
A libanoni verzióba minden fűszert egyenlő arányban adnak hozzá. Összetevői: szerecsendió, gyömbér, szegfűbors, görögszéna, szegfűszeg, fahéj, feketebors.

### Iraki hét fűszer
Az iraki összetevőiben és elkészítésében is eltér a szír változatoktól. Összetevői: negyed-negyed csésze édeskömény, kardamom, és koriander, egy-egy evőkanál jávai bors, feketebors, szegfűszeg és gyömbér, egy teáskanál fahéj és fél teáskanál szerecsendió. Először az édesköményt pirítják szárazon pár percig, majd a többi fűszert is hozzáadják és tovább pirítják. Ezután a keveréket összeőrlik. 

### Egyiptomi hét fűszer
Az egyiptomi változat a neve ellenére akár 13 fűszerből is állhat. Általános receptje szerint negyed csésze feketeborsból, fél csésze jávai borsból, egy negyed csésze szárított rozmaringból, egy negyed csésze kardamomból, tíz evőkanál édesköményből, két evőkanál szezámmagból, másfél evőkanál szerecsendióból, egy evőkanál fahéjból, egy evőkanál római köményből, fél-fél evőkanál szegfűszegből, kakukkfűből és szárított bazsalikomból áll. Az összetevőket 10 percig pirítják 80°C-on, majd együtt megőrlik.

## Távolkeleti hét fűszer keverékek

### Thai hét fűszer
Főleg wokban pirított ételekhez használják, Összetevői: csillagánizs, szegfűszeg, feketebors, gyömbér, fokhagyma, római kömény, és chili.

### Japán hét fűszer
Sicsimi tōgarasi (japán 七味唐辛子), vagyis "hét fűszeres chili" egy japán fűszerkeverék, amely a chilin kívül juzu-héjból, szezámmagból, mákból, kendermagból, noriból és szansōból (japánbors) áll és főleg leveseket és rizst ízesítenek vele.

### Koreai hét fűszer
Koreában ezt a fűszerkeveréket szinte mindenhez használják. Úgy áll az asztalon, mint Európában a só és bors. Összetevői: rózsabors, gyömbér, szezámmag, fokhagyma, feketebors, hagyma és gochugaru-chili.

### Vietnami hét fűszer
A vietnami változat összetevői: szegfűszeg, csillagánizs, vietnami fahéj és kardamom, szecsuáni-bors, édeskömény és annattó.